# مانیچاری
مانیچاری (به لاتین: Manikchhari) یک منطقهٔ مسکونی در بنگلادش است که در ناحیه کاگراچاری واقع شده‌است. مانیچاری ۱۶۸٫۳۵ کیلومتر مربع مساحت و ۳۸٬۴۷۹ نفر جمعیت دارد.